# Kowalewko (Kowalewo)
Kowalewko – część wsi Kowalewo w Polsce, położona w województwie wielkopolskim, w powiecie gnieźnieńskim, w gminie Mieleszyn, nad jeziorem Dziadkowskim.
W latach 1975–1998 Kowalewko administracyjnie należało do województwa poznańskiego.